# Szentegát, Baranya
Szentegát este un sat în districtul Szigetvár, județul Baranya, Ungaria, având o populație de 385 de locuitori (2011). 

## Demografie
Componența etnică a satului Szentegát
     Maghiari (87,2%)
     Romi (9,82%)
     Croați (1,79%)
     Germani (1,19%)
Componența confesională a satului Szentegát
     Romano-catolici (41,04%)
     Fără religie (17,14%)
     Reformați (3,9%)
     Atei (1,3%)
     Necunoscută (36,62%)
Conform recensământului din 2011, satul Szentegát avea 385 de locuitori. Din punct de vedere etnic, majoritatea locuitorilor (87,2%) erau maghiari, existând și minorități de romi (9,82%), croați (1,79%) și germani (1,19%). Nu există o religie majoritară, locuitorii fiind romano-catolici (41,04%), persoane fără religie (17,14%), reformați (3,9%) și atei (1,3%). Pentru 36,62% din locuitori nu este cunoscută apartenența confesională.